# Alan Franco (ekwadorski piłkarz)
Alan Steven Franco Palma (ur. 21 sierpnia 1998 w Alfredo Baquerizo Moreno) – ekwadorski piłkarz występujący na pozycji środkowego lub defensywnego pomocnika, reprezentant Ekwadoru, od 2023 roku zawodnik brazylijskiego Atlético Mineiro.